# Наумов, Геннадий Сергеевич
Геннадий Сергеевич Наумов (1942, Сталинград — 18 февраля 2006, Кисловодск) — советский и российский тренер по лёгкой атлетике, заслуженный тренер СССР (1990).

## Биография
Геннадий Сергеевич Наумов родился в 1942 году. В 1965 году окончил кафедру лёгкой атлетики Волгоградского государственного института физической культуры. Есть дочь — Владлена Корнелюк. Сын — Сергей Наумов.
Геннадий Сергеевич работал старшим тренером сборных команд СССР (1989—1991) и России (1991—1997) по лёгкой атлетике (бег на средние и длинные дистанции). Подготовил ряд заслуженных мастеров спорта и мастеров спорта международного класса по лёгкой атлетике, в том числе чемпионку Олимпийских игр 1992 года в Барселоне Елену Романову, которую он тренировал с 1975 года до завершения карьеры. Был одним из первых тренеров чемпионки Европы 2010 года Юлии Зариповой.
Умер 18 февраля 2006 года на сборах в Кисловодске от последствий болезни сердца. С 2007 года в Волгограде ежегодно проводится легкоатлетический забег памяти Геннадия Наумова.

## Известные воспитанники
- Елена Романова
- Юлия Зарипова
- Александр Романов
- Виктория Иванова
- Елена Мишурова[4]
- Екатерина Шляхова